# Рейхенбахская конвенция (1790)
Рейхенбахская конвенция или Рейхенбахский договор — соглашение между Австрией во главе с императором Священной Римской империи Леопольдом II и Пруссией во главе с королём Пруссии Фридрихом Вильгельмом II, подписанное 27 июля 1790 года в Рейхенбахе (ныне Дзержонюв, Польша), в итоге состоявшейся там в июне-июле 1790 года конференции, в которой участвовали также представители Великобритании и Нидерландов. Конвенция была подписана австрийскими уполномоченными князем Рейссом и бароном Шпильманом и прусским первым министром графом Герцбергом.

## Предысторияконвенции
Под влиянием Великой Французской революции, в 1789 году, в Австрийских Нидерландах также вспыхнула революция, получившая название Брабантской. Австрия, вступившая в 1788 году на стороне Российской империи в русско-турецкую войну 1787—1792 годов против Османской империи и находившаяся в состоянии дипломатического конфликта с Пруссией попала в тяжёлое положение. Этой ситуацией, последняя решила воспользоваться.
Пруссия в тот момент находилась в союзе с Великобританией и Нидерландами. Угрожая Австрии войной, прусский король Фридрих Вильгельм II потребовал от неё немедленно заключить мир с Османской империей, восстановив австро-турецкую границу по линии, установленной Пожаревацким миром 1718 года, и передать Речи Посполитой часть Галиции. Соответственно, Речь Посполитая по прусскому плану должна была уступить Пруссии города Гданьск и Торунь. Таким образом королевство приобретало бы новые территории без каких-либо жертв со своей стороны.
Австрийский император Леопольд II, желая избежать новой войны и надеясь дипломатическим путём заставить Пруссию отказаться от своих требований, предложил урегулировать все разногласия на конгрессе. Одновременно с этим Леопольд II, понимая, что Пруссия без поддержки союзной ей Великобритании не решится на враждебные действия, начал переговоры с британским правительством Уильяма Питта.
Великобритания, которая стремилась оторвать Австрию от союза с Россией и спасти Турцию от разгрома, в свою очередь, не хотела допустить усиления Пруссии. Поэтому прибывшие на конгресс в Рейхенбах представители Великобритании и Нидерландов (Эварт и Рееде) заявили, что в случае возникновения войны между Пруссией и Австрией обе морские державы не будут считать себя связанными союзными обязательствами с Пруссией. Последняя, таким образом оказавшаяся в изоляции, вынуждена была отказаться от своих планов.

## Условия конвенции
Рейхенбахская конвенция была подписана на продиктованных Великобританией условиях. Она была оформленная в виде двух деклараций — австрийской и прусской. Австрия в своей декларации обязалась «приложить свои усилия» к восстановлению мира с Османской империей на основе статус кво. Будущий мирный конгресс должен был проходить при посредничестве Англии, Пруссии и Голландии, причём оговаривалось, что будут произведены некоторые изменения границ в пользу Австрии. В этом случае Пруссия должна была получить при первой возможности равноценные компенсации.
Пруссия в своей декларации принимала всё вышеуказанное к сведению и требовала от Австрии не помогать России в её войне с Турцией. Она также обязалась содействовать восстановлению в Австрийских Нидерландах австрийского господства, ликвидированного в ходе Брабантской революции и совместно с морскими державами гарантировала его сохранение.

## Последствия конвенции
Прямым следствием Рейхенбахской конвенции было заключение Систовского мирного договора 1791 года и подавление революции в Австрийских Нидерландах, вновь оказавшихся во власти австрийцев.
Наибольшие выгоды из Рейхенбахской конвенции извлекла Великобритания: Питт, заставил Австрию выйти из войны с Турцией и предотвратил столкновение между нею и Пруссией, сохранил выгодное для Англии «равновесие» и усилил позиции Османской империи в её войне с Россией.
Рейхенбахская конвенция привела к дальнейшему сближению и союзу между Австрией и Пруссией в целях участия в контрреволюционной коалиции против Франции и облегчила создание первой антифранцузской коалиции 1792—1797 годов.